# Champion (téléfilm)
Pour les articles homonymes, voir Champion (homonymie).
Pour plus de détails, voir Fiche technique et Distribution.
Champion est un téléfilm franco-belge réalisé par Mona Achache en 2022 pour TF1 sur un scénario de Sabrina Compeyron et Olivier Gorce et diffusé pour la première fois en Belgique le 30 août 2022 sur La Une et en France le 5 septembre 2022 sur TF1.

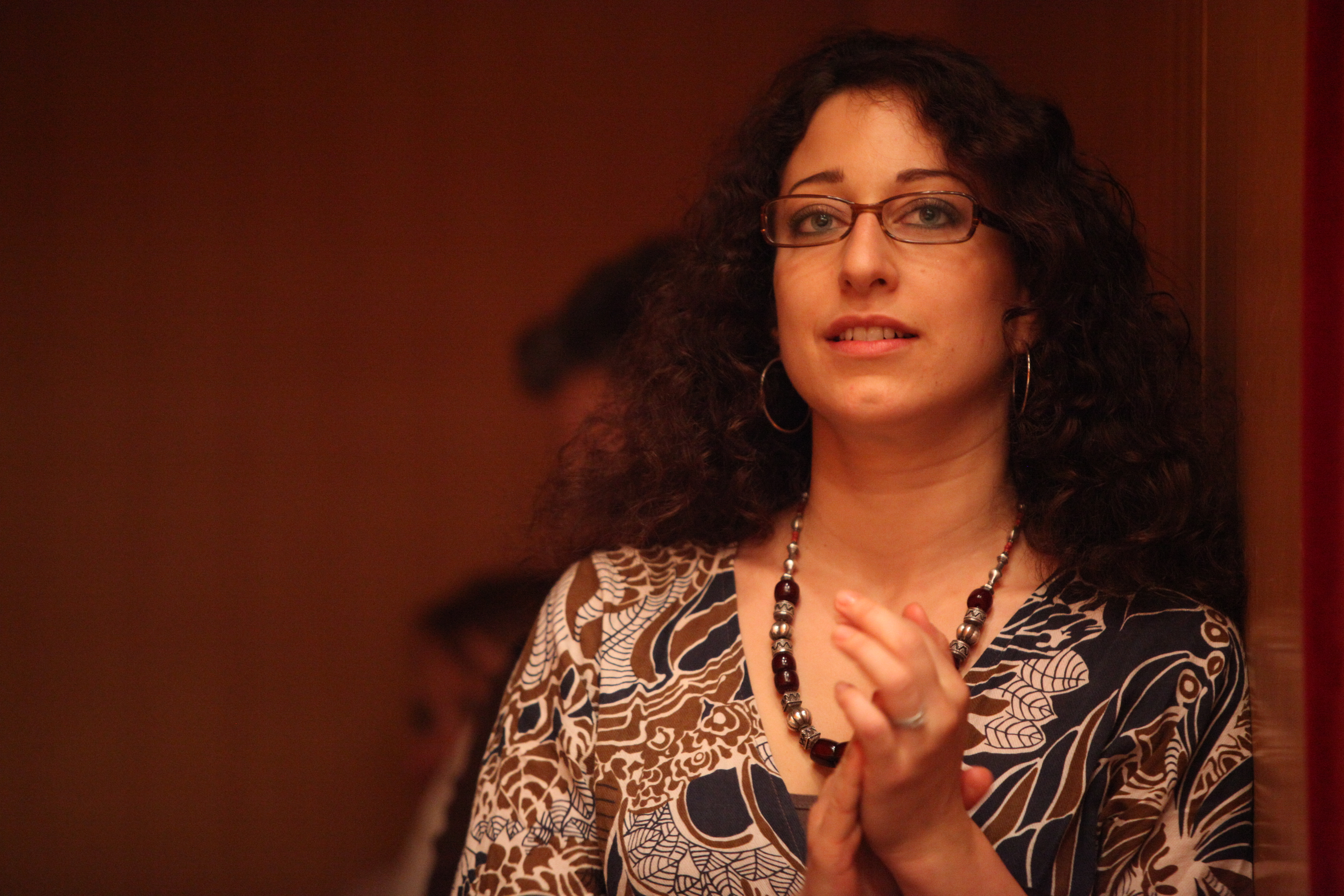
La réalisatrice Mona Achache.

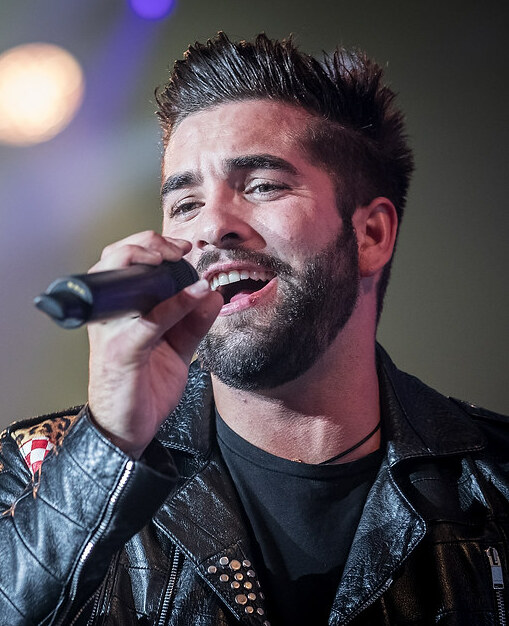
Kendji Girac.

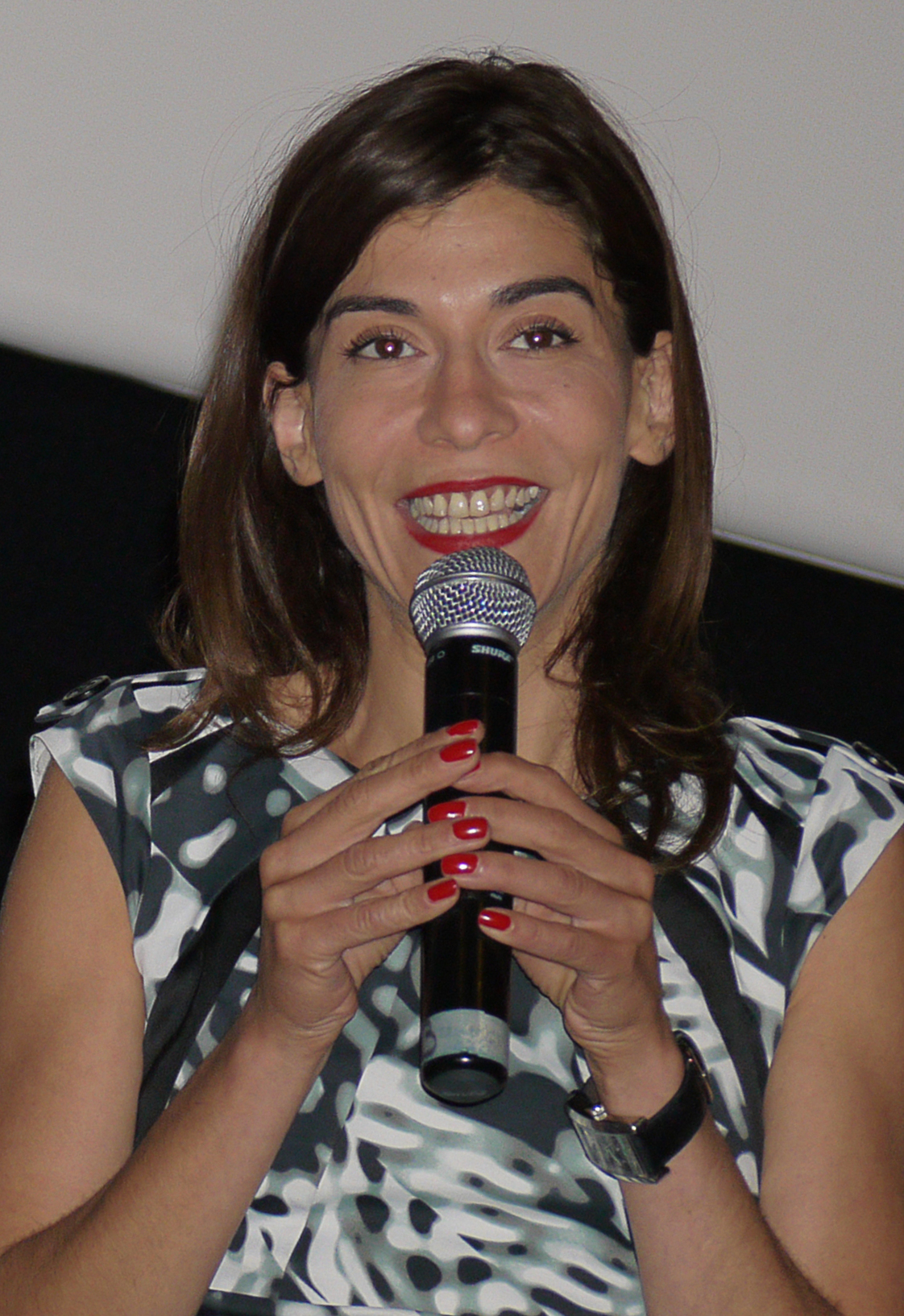
Loubna Azabal.

Ce téléfim en deux parties est une coproduction de Vema Production, Illumination Entertainment, TF1, Les Gens (division francophone de la maison de production flamande De Mensen) et la RTBF (télévision belge),,, réalisée avec le soutien de la région Île-de-France.
Il offre son premier rôle en tant qu'acteur au chanteur et guitariste français Kendji Girac,,.

## Synopsis
Zack travaille avec son père dans la petite entreprise familiale de menuiserie et charpenterie Treille et Fils, spécialisée dans la construction de cabanes perchées dans les arbres,.
Mais Zack porte un lourd secret : son illettrisme,,, qu'il cache à tout le monde même à sa mère et à sa petite amie Marjorie. Seul son père Jo le sait, et il met en place plein d'astuces pour aider son fils, comme la pose systématique de gommettes de couleur tant sur les plans de montage que sur les pièces de bois du stock. Mais un jour, Jo fait une grave chute malgré le harnais de sécurité et il tombe dans le coma,,. Obligé de faire tourner seul l'entreprise familiale, Zack, qui ne sait ni lire ni écrire, est incapable de gérer les commandes, les factures et la comptabilité et l'entreprise se retrouve dans le rouge. Par ailleurs, les assurances refusent d'intervenir pour l'accident.
Par ailleurs, Zack nourrit une passion pour la boxe. Il a failli être champion du monde et seule une blessure au bras l'en a empêché. Depuis, il travaille comme entraîneur bénévole dans un club de boxe dont le coach principal Freddy (qui ignore son illetrisme) attend de lui qu'il passe un examen pour devenir entraîneur rémunéré. Mais Zack se sent incapable d'affronter cette épreuve.

## Fiche technique
- Titre français : Champion
- Genre :
- Production : Fabienne Arbelot (Vema Production)[8]
- Sociétés de production : Vema Production, TF1, Les Gens et la RTBF (télévision belge)[1],[2],[3]
- Réalisation : Mona Achache[4],[5],[9],[10],[11]
- Scénario : Sabrina Compeyron et Olivier Gorce[2],[3]
- Musique : Éric Neveux
- Décors : Julie Sfez
- Costumes : Sarah Guichard
- Directeur de la photographie : Jean-François Hensgens
- Son : Thomas Tymen
- Montage : Bertrand Maillard
- Maquillage : Lili Rametta
- Pays d'origine :  France /  Belgique
- Langue originale : français
- Format : couleur
- Durée : 2 x 45 minutes[2],[3]
- Date de première diffusion :  
  - Belgique : 30 août 2022 sur La Une[1],[12],[13]
  - France : 5 septembre 2022 sur TF1[14]

## Distribution
- Kendji Girac : Zack
- Lubna Azabal : Gloria, la mère de Zack
- François Créton : Jo Treille, le père de Zack
- Hanane El Yousfi : Inès
- Aurélie Pons : Marjorie, la petite amie de Zack
- Keynu Peyran : Anthony
- Avec la participation de Jean-Michel Tinivelli : Freddy, le coach du club de boxe
- Marius Bruna : Adamo
- Aude Candela : Cécile
- Thomas Lefèvre : Gaël
- Yanisse Mahmoudi : Karim
- Anissia Hachemi : Rachida

## Production

### Genèse et développement
Le téléfilm est réalisé par Mona Achache en 2022 pour TF1,,,,,, sur un scénario de Sabrina Compeyron et Olivier Gorce,.
Le 13 janvier 2022, Kendji Girac explique au quotidien Le Parisien sa sensibilisation au problème de l'illettrisme. Il souligne qu'il y a 7,5 % de personnes illettrées en France et explique : « On m'a souvent proposé des comédies romantiques autour de la musique ou de mes racines gitanes et j'avais envie d'autre chose. Cette fois, l'histoire que je vais raconter autour de l'illettrisme est un sujet très intéressant qui concerne beaucoup de gens »,. « Ce téléfilm sert à ce que l'illettrisme ne soit pas un sujet tabou ». « Il faut casser ces barrières, aller plus à l'école. Je veux marcher à côté d'eux. À 25 ans, je sens que je peux être le porte-parole de cette cause ». « Après le tournage, je veux continuer à m'engager à fond avec une association ».
Pour Kendji Girac, ce rôle est aussi l'occasion de parler des problèmes qu'il a eus avec la lecture dans le passé : « Je n'ai pas eu un parcours scolaire classique dû au voyage. Je pouvais me débrouiller, j'étais capable de lire, mais j'écrivais phonétiquement avec beaucoup de fautes d'orthographe ». « Je suis allé à l'école mais avec ma famille gitane on partait en voyage dès le mois d'avril. [...] J'étais donc assez en retard par rapport aux autres élèves. J'ai arrêté les études à 14 ans pour travailler avec mon père ». « Être souvent sur les routes implique une organisation différente pour étudier. Comme Zach, j'ai enfoui ce problème au fond de moi ». « Quand j'étais plus jeune, je savais lire bien sûr mais pas assez vite pour suivre les paroles sur les prompteurs au rythme de la musique quand je chantais dans des émissions télé. C'était assez gênant pour moi »,,.
Pour ce téléfilm, le chanteur s'est préparé en prenant des cours de boxe et de comédie,. Il a ainsi suivi une préparation aux côtés de Cyril Benzaquen, un champion du monde de boxe thaïlandaise et de kick-boxing : « Avec l’entraînement, j’ai perdu un peu de poids. Je me suis asséché et j’ai gagné du muscle. Je suis à 78 kg ». Par ailleurs, il a bénéficié d'un bon coach pour l'aider à lire le scénario et a dû accepter de se laisser pousser la barbe et les cheveux pour se mettre dans le personnage de Zack.

### Tournage
Le tournage débute le 31 janvier 2022 dans la région de Marseille,, .

## Diffusions et audience
En Belgique, le téléfilm, diffusé le 30 août 2022 sur La Une, est regardé par 213 274 téléspectateurs. L'audience tous écrans sur 7 jours est de 268 947 téléspectateurs et de 22,2 % de part de marché.
En France, le téléfilm est diffusé le 5 septembre 2022 sur TF1. Selon les chiffres de Médiamétrie, Champion a rassemblé 2,99 millions de téléspectateurs, un score qui permet à la chaîne de signer la troisième meilleure audience de la soirée, derrière L'amour est dans le pré sur M6 (3,88 millions de téléspectateurs) et la mini-série Et la montagne fleurira sur France 2 (3,08 millions de téléspectateurs). Ces chiffres d'audiences mitigés du téléfilm Champion peuvent s'expliquer par le fait que les chaînes du groupe TF1 ne sont plus, à ce moment-là, diffusées par Canal+, à cause d'un conflit en raison des « exigences commerciales jugées trop élevées » de la part du groupe rassemblant les chaînes TF1, TMC ou TFX.